# Вітрове
Вітрове — село в Україні, у Дар'ївській сільській громаді Херсонського району Херсонської області. Колишня назва села - Куйбишеве. Назване на честь села Вітрове в колишній Лиманецькій сільській раді, яке припинило своє існування. Населення становить 170 осіб.

## Населення

### Мовний склад
Рідна мова населення за даними перепису 2001 року:
| Мова       | Чисельність, осіб | Доля     |
| ---------- | ----------------- | -------- |
| Українська | 162               | 95,29 %  |
| Російська  | 7                 | 4,12 %   |
| Інше       | 1                 | 0,59 %   |
| Разом      | 170               | 100,00 % |